# Eidolon (släkte)
Eidolon är ett släkte av däggdjur med två arter. Eidolon ingår i familjen flyghundar.

## Systematik
Släktet Eidolon omfattar två arter:
- Eidolon dupreanum - är endemisk för Madagaskar men saknas där vid östra kustlinjen, den listas av IUCN som sårbar (VU).
- Palmflyghund (Eidolon helvum) - förekommer i stora delar av Afrika söder om Sahara med undantag av torra områden, den listas som nära hotad (NT).

## Utseende
Dessa flughundar når en kroppslängd av 14 till 22 cm, en svanslängd av 4 till 20 mm samt en vingspann av 76 cm. Vikten varierar mellan 230 och 350 gram, hannar är lite tyngre än honor. Flygmembranen är på baksidan delvis täckt med päls. Pälsens färg är brun till gulbrun på ryggen och ljusbrun till olivgrön på buken. Vita fläckar nära öronen, som hos släktet Epomophorus saknas.

## Ekologi
Arterna förekommer i olika fuktiga habitat som skogar, savanner och odlade områden. De kan hämta sin föda i fruktträdodlingar men föredrar allmänt naturliga skogar. Förutom frukter, som är deras huvudföda, äter de också blommor, blad, unga växtskott och andra växtdelar. Utbredningsområdet för arten på det afrikanska fastlandet ligger delvis 2 000 meter över havet.
Individerna bildar flockar med några medlemmar eller kolonier med upp till 1 000 000 djur (gäller främst palmflyghunden) som oftast vilar i bergssprickor eller grottor. Mindre grupper hittas ibland i trädens håligheter. Viloplatserna av två flockar som lever i grannskap ligger i genomsnitt 60 km från varandra och därför antas att reviret har en radie på cirka 30 km. Några flockar av palmflyghund utför varje år längre vandringar. Även för arten på Madagaskar antas att den utför kortare vandringar.
Fortplantningssättet är främst känt för palmflyghunden. Där pågår parningstiden mellan april och juni och sedan vilar det befruktade ägget en tid så att ungarna föds mellan februari och mars. Uppskattningar angående den egentliga dräktighetens längd varierar därför mellan 4 och 9 månader. Honan föder oftast en enda unge per kull som väger i början ungefär 50 gram. Den äldsta kända individen levde 21 år och 10 månader.

## Status och hot
Arterna hatas främst av jakt för köttets eller några kroppsdelars skull som antas ha läkande egenskaper. I regioner där jakten är laglig begränsat på vissa tider förekommer tjuvskytte utanför dessa tider. Skogsavverkningar är i några områden ett problem för palmflyghunden.